# La tía de Carlos (película de 1946)
La tía de Carlos es un filme argentino dirigido por Leopoldo Torres Ríos, estrenado comercialmente el 16 de agosto de 1946. El guion, basado en la obra de teatro Charley´s Aunt de Brandon Thomas, es del propio Torres Ríos y de May Nilsson. En Argentina la obra fue interpretada por Pablo Palitos y por Pepe Arias.
Cuenta con las participaciones actorales de Pedro Quartucci (en el papel de la tía del título), Francisco Álvarez, Amanda Varela, Pedro Maratea, Lydia Quintana, Zulma Montes y Gogó Andreu, en los papeles protagónicos. En la película actuó la orquesta de Francisco Canaro con Mariano Mores, Alberto Arenas y Vincent Velazco.

## Sinopsis
Un joven se hace pasar por la tía de sus amigos para solucionarles ciertos problemas.

## Reparto
Intervinieron el filme los siguientes intérpretes:
- Pedro Quartucci ...La tía de Carlos
- Francisco Álvarez
- Amanda Varela
- Pedro Maratea
- Lydia Quintana
- Zulma Montes ...Catalina
- Gogó Andreu
- Alberto Arenas
- Francisco Canaro
- Pina Castro
- Francisco Pablo Donadío	... 	Sr. Morgan
- Claudio Martino
- Alejandro Maximino
- Mariano Mores

## Comentarios
Manrupe y Portela escriben que es una película con humor y un comienzo extraño que vale la pena ver. En su momento la crónica de La Prensa dijo: "es modesta y conserva las características teatrales, sin paisajes y sin amplitud". 
Por su parte Clarín opinó:

"Sin apartarse en esencia de la obra original...carece de la frescura y la espontaneidad que tiene la popular comedia...Leopoldo Torres Ríos no apunta a otra originalidad que un incomprensible comienzo de corte expresionista y cierta vivacidad impuesta al relato."